# Nagakute
Nagakute (長久手市, nagakutesi) város Aicsi prefektúrában, Japánban.
2003-ban a város népessége 44 985 fő, népsűrűsége 2088,44 fő per km² volt. Teljes területe 21,54 km².

## Népesség
A település népességének változása:
| Lakosok száma | 52 022 | 57 598 | 62 473 |
|               | 2010   | 2015   | 2021   |

## Események
- 1971-ben városi jogokat kapott (長久手町, Nagakutecsó)
- 2005. március 25-én nyitották meg az Expo 2005 kiállítást, amely 2005. szeptember 25-éig tartott.
- 2012. január 4-én nagyvárossá vált (長久手市, Nagakutesi).[2]

## Lásd még
- Expo 2005